# 미키우에노마루역
미키우에노마루역(일본어: 三木上の丸駅, みきうえのまるえき)은 일본 효고현 미키시에 있는 고베 전철 아오 선의 역이다. 역 번호는 KB52이다.

## 역사
- 1937년 12월 28일: 미키 전기철도의 미키히가시구치역으로 영업 개시. 본 노선이 히로노 골프조 마에 역에서부터 연장되었을 때 종착역이었음.
- 1938년 1월 28일: 미키 전기철도가 미키 역까지 연장되어 중간역이 됨.
- 1939년 4월 1일: 우에노마루역으로 역명 변경.
- 1947년 1월 9일: 고베 아리마 전기철도와 미키 전기철도가 회사 합병하고 신아리미키 전기철도의 역이 됨.
- 1948년 10월 1일: 미키우에노마루역으로 역명 변경.

## 역 구조
단선 승강장 1면 1선의 지평역이다. 승강장 유효 길이는 4량이다. 역사는 목조 형식으로 성토 상에 있다.
연선 광 네트워크에 접속된 역무 원격 시스템이 도입되었으며, 센터 역에서 자동 매표기, 자동 개찰기, 자동 정산기, TV카메라, 인터폰, 셔터가 원격 조작된다. 그래서, 역무원의 순회역으로, 구내 매점도 설치되지 않았다.

## 역 주변
- 미키 성터
- 미키 시립 도서관
- 미키 시청
- 미키 시 문화 회관
- 미키 유노야마카도 우체국
- 미키 시립 호리미쓰 미술관
- 미키 시립 금물 자료관
- 미키 역사 자료관
- 에프엠 미키
- 야마토 운수 미키 부내 센터

## 사진

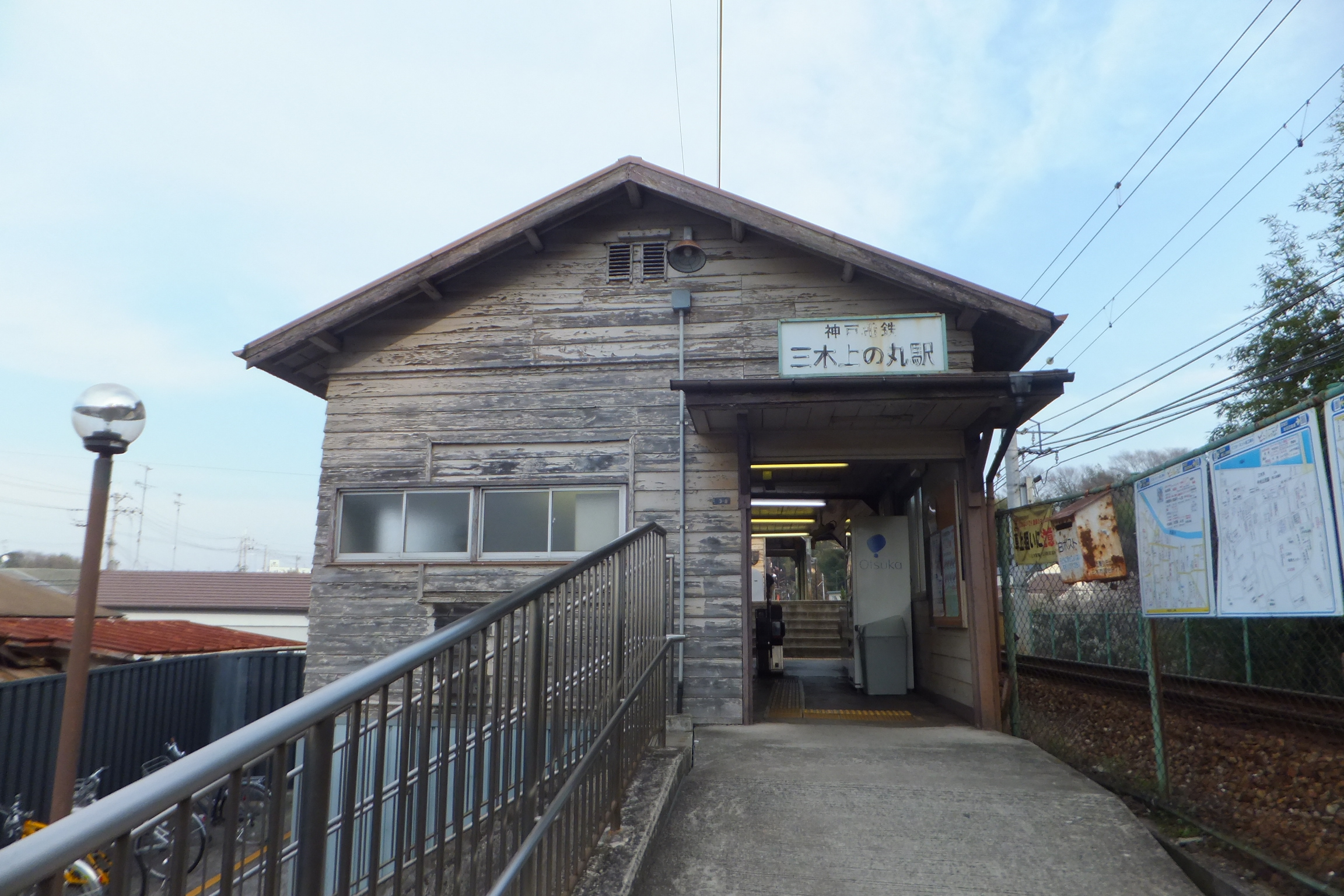
역사
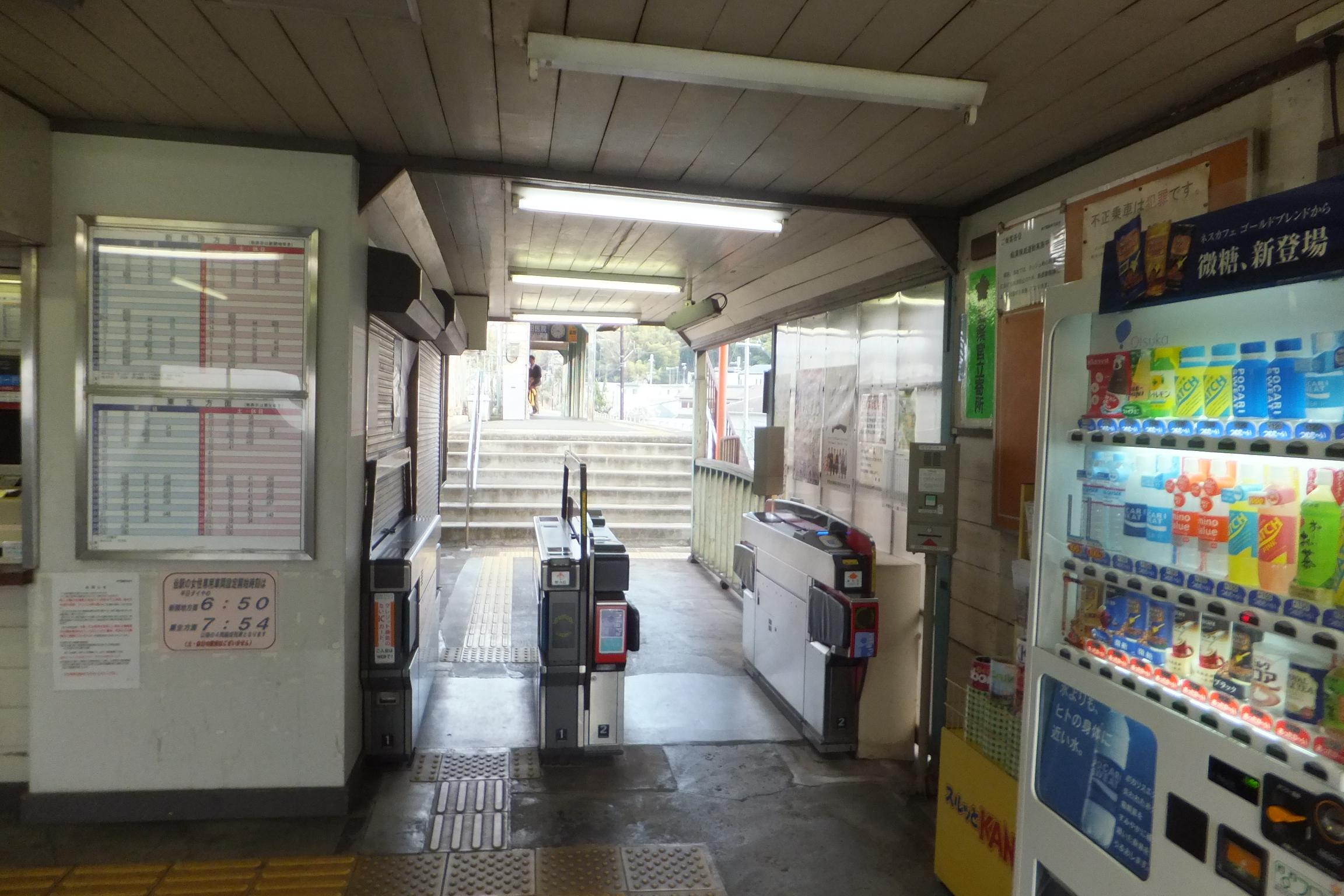
개찰구
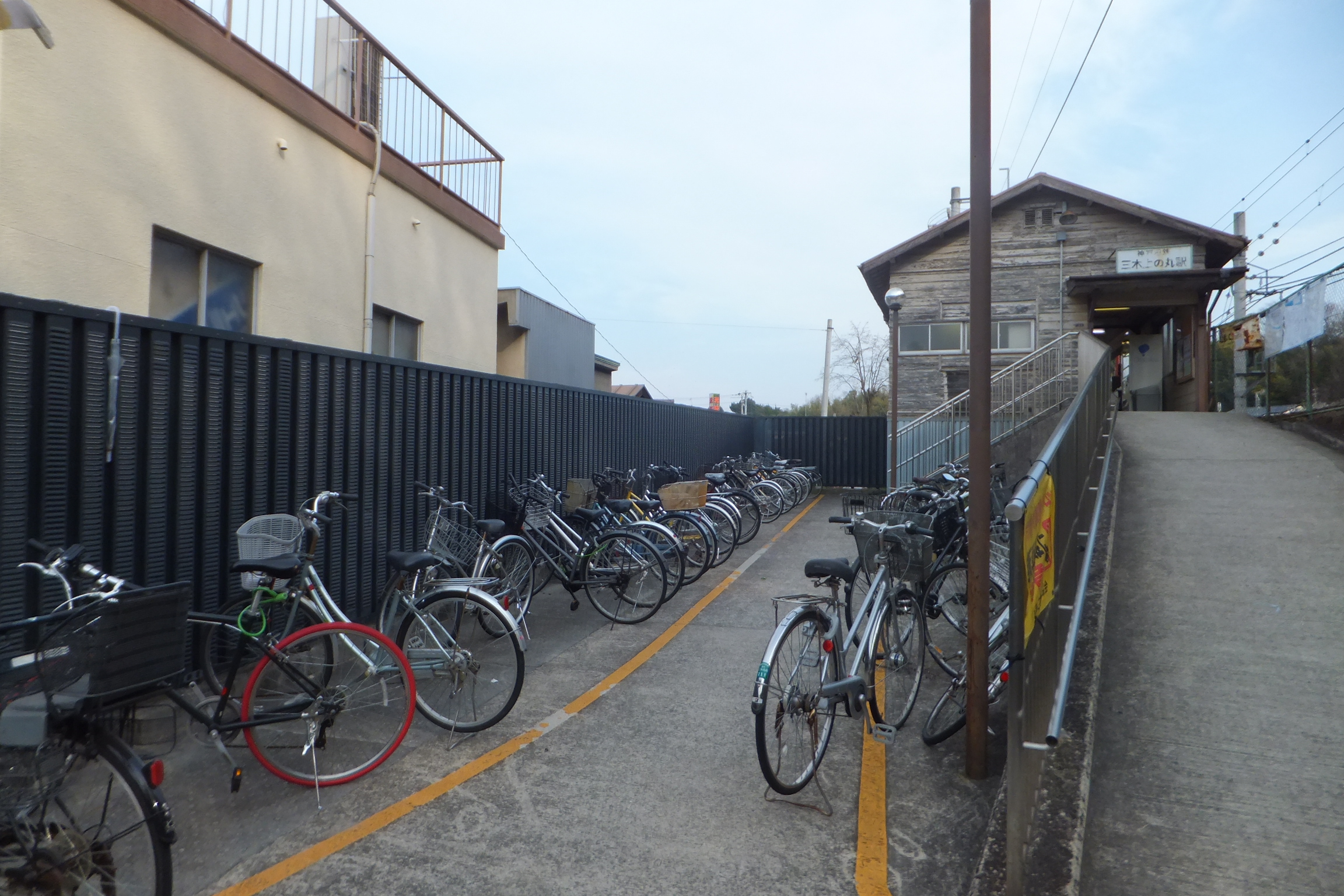
역전 자전거 주차장

## 인접역
| 고베 전철 아오 선         | 고베 전철 아오 선           | 고베 전철 아오 선   |
| ------------------------- | --------------------------- | ------------------- |
| KB51 에비스 신카이치 방면 | ■ 쾌속 ■ 급행 ■ 준급 ■ 보통 | 미키 KB53 아오 방면 |